# Saint-Germain (Aube)
Saint-Germain é uma comuna francesa na região administrativa de Grande Leste, no departamento de Aube. Estende-se por uma área de 13,8 km². Em 2010 a comuna tinha 2 338 habitantes (densidade: 169,4 hab./km²).